# محمد اسماعیل مبلغ
محمد اسماعیل مبلغ در سال ۱۳۱۵ش/۱۹۳۶م در شهرِ کابل افغانستان به دنیا آمد و در سال ۱۳۵۸ش/ ۱۹۷۹م مثل هزاران روشنفکر و منور دینی و دانش‌آموز و دانشجو و کارگر و کسبه‌ توسط رژیم حزب دموکراتیک خلق زندانی و شکنجه و سپس ناپدید شد. او در جمله شناخته‌ترین نویسندگان و روشنفکران نیمۀ دوم قرن بیستم افغانستان به‌شمار می‌رود.

## آموزش
مبلغ بعد از دورۀ کوتاهی آموزش در مدرسه ابوحنیفه در کابل به آموزش علوم دینی، صرف و نحو عربی نزد استادان معروف آن زمان ادامه داد و بر زبان عربی تسلط یافت. او من جمله در آموزش مطول سعدالدین بن عمر التفتازانی فقیه و متکلم حنفی (وفات ۹۳۰ م در سمرقند) و شرح لمعه، اثر پایه در فقیه شیعی نوشته مشترک ابوعلی محمد مکی (شهید اول وفات ۱۳۸۵ م) و زین‌الدین (شهید ثانی وفات ۱۵۵۹ م) مبادرت ورزید.
مبلغ قبل از همه یک اندیشمند خودساخته بود. او با احاطه‌ای که بر زبان عربی کسب کرده بود، سعی کرد خود با متون اصلی و منابع دست اول با فرهنگ و علوم اسلامی آشنا شود. او به این وسیله توانست به گنجینه‌های آثار «نجات» و «شفای» بوعلی سینا، «شرح منظومه» حاج ملا هادی سبزواری و به خصوص «اسفار اربعه» صدرالمتالهین شیرازی، کفایه الاصول مهم‌ترین اثر در اصول علم فقه شیعی از شیخ کاظم خراسانی و فتوحات مکیه و فصوص الحکم آثار عارف معروف محی الدین ابن عربی دست یابد.
محمداسماعیل مبلغ از فرهنگ و فلسفه مغرب زمین نیز غافل نبود. او در آغاز کوشش کرد تا با مکاتب فلسفی جهان غرب از طریق ترجمه‌های عربی و فارسی آشنا شود، اما خیلی زود برای آشنا شدن بهتر آن زبان انگلیسی آموخت و در تحقیقات خود از این زبان استفاده می‌کرد.
هگل و دکارت در آغاز برای او بیشتر از دیگر اندیشمندان غرب مطرح بود. او شک دکارت را با شک غزالی و دیالکتیک هگل را با دیدگاه‌های مولانا رومی مقایسه می‌کرد. مبلغ در نیمه دهه آخر عمرش به فراگیری زبان فرانسوی نیز پرداخت تا با فلسفه معاصر فرانسه بهتر آشنا شود.

## تدریس
محمداسماعیل مبلغ پس از «الاقتراح فی اصول النحو» اثر جلال الدین سیوطی، مطول در معانی و بیان و بدیع اثر تفتازانی را تدریس کرد و «ایساغوجی»، مقدمه بر ارغنون ارسطو و کتاب معروف در منطق «الحاشیه فی تهذیب المنطق» ملا عبدالله را درس گفت و سپس در زمینه «گوهر مراد» در امهات مطالب فلسفی و اخلاق و تصوف و کلام اثر عبدالرزاق لاهیجی از شاگردان ملا صدرا، و نیز در «درةالتاج لغره الدباج» قطب الدین شیرازی که دائرةالمعارف فلسفی به زبان فارسی به بحث و مناقشه پرداخت.
بعد تر شماری از دانش آموزان و دانشجویان در درس‌هایی در دو کتاب «فلسفتنا» و «اقتصادنا» اثر سید محمد باقر صدر، درس‌هایی دربارهٔ فلسفه و اقتصاد مارکسی و درس‌های از نهج البلاغه گرد او حلقه زدند.

## تحقیق
تحقیق از مشغولیت‌های همیشگی محمد اسماعیل مبلغ بود، اما در محیط ناسازگار افغانستان جز اندکی از پژوهش‌های او مجال انتشار نیافت. زیرا در افغانستان در آن زمان جز یک چاپخانه دولتی، چاپخانه‌ای موجود نبود. در واقع زمینه برای نشر اندیشه وجود نداشت. در نتیجه هرچه از آثار او در زمان حیاتش به چاپ رسیده، مقالات و رسالاتی است که در نشریه‌های دولتی انتشار یافته‌اند.

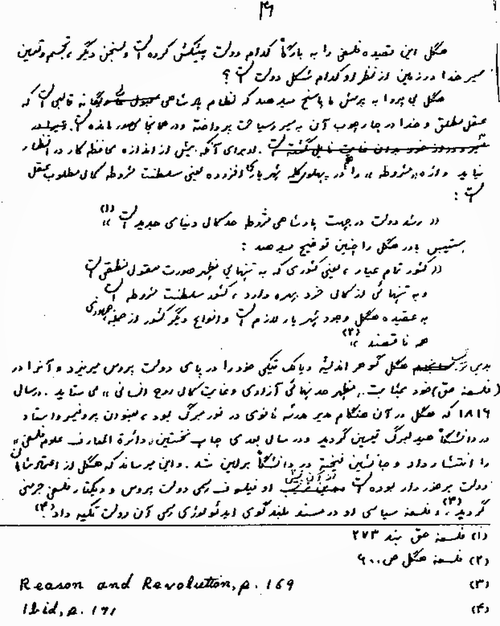
نمونهٔ دست‌خط محمد اسماعیل مبلغ

نوشته‌های چاپ شده محمد اسماعیل مبلغ در مجموع در انتشارات انجمن جامی، انتشارات مجله آریانا، انتشارات دائرةالمعارف آریانا و مجله‌های علمی و دانشگاهی مانند «آریانا»، «عرفان»، «ادب»، مجله‌های «ژوندون»، ثروت»، روزنامه‌های «روزگار»، «پیام وجدان» نشر شدند.
در سال ۱۳۴۳ ش به مناسبت تجلیل از پانصد و پنجاهمین سالروز مولانا عبدالرحمن جامی، شاعر و عارف مشهور در کابل، انجمن جامی ایجاد شد که ریاست آن را خلیل‌الله خلیلی ادیب و شاعر معروف افغانستان عهده‌دار بود. او که با زمینه تحقیقات و تعمق مبلغ در بخش‌های فلسفی و عرفانی فرهنگی اسلامی آشنا بود، از مبلغ دعوت به همکاری در شناخت جامی‌کرد. عبدالحی حبیبی، استاد دانشگاه و مورخ معروف افغانستان، نیز یکی از مسئولین انجمن جامی بود.
مبلغ در این زمان در مدت کوتاهی چهار تحقیق مفصل دربارهٔ جامی ارائه کرد: جامی و ابن عربی، نقد فلسفه از نظر جامی، آفرینش نو از نگاه جامی و مقاله شرح رموز و آبسال جامی. اثر اخیر تعلیقی است بر نوشته «نگاهی به سلامان و آبسال جامی» از عبدالحی حبیبی است.

## سخنرانی‌ها
با در نظر داشت وضعیت نابسامان برای نشر و چاپ نوشته‌ها در شرایط اختناق‌آور سیاسی آن زمان، سخنرانی برای مبلغ، امکان بسیار مناسب بود تا به این وسیله با مردم و روشنفکران در تماس نسبتاً پیهم باشد و از این طریق دیدگاه‌هایش را ارائه کند. اما این سخنرانی‌ها برای او این محدودیت را نیز داشت که از آن‌ها در کل به عنوان نقد اجتماعی استفاده کند و از طرح موضوعات خاص علمی و فلسفی اجتناب کند، چون مخاطبان او در این زمینه، تنها روشنفکران نبودند، بلکه عامه مردم نیز بودند.
تکیه خانه یا حسینیه که در اصل مکانی برای عزا داری شیعه‌ها است، جا و امکان بسیار مناسبی را برای روشنگری و نقد نابسامانی‌های اجتماعی برای مبلغ فراهم کرده بود. مردم عامی و روشنفکران از جناح‌های مختلف سیاسی در کنار هم به مبلغ گوش می‌دادند. در پهلوی نقد بروکراسی، فساد مالی در نظام اداری کشور، سلسله مراتب اجتماعی، امتیاز طلبی‌ها، نقد سوءاستفاده از دین، برابری اجتماعی در مرکز سخنرانی‌های مبلغ قرار داشت. این همه باعث شد که مبلغ آماج تهمت‌ها توسط روحانیت سنتی قرار گیرد، بعضی از آن‌ها حتی او را تکفیر کردند.
محمد اسماعیل مبلغ در دوره دوازدهم پارلمان افغانستان (۱۳۴۴/۱۳۴۸ ش) به عنوان نماینده مردم از حصه اول بهسود (از مناطق مرکزی) انتخاب شد و او از این نهاد نیز به دفاع از حقوق مردم پرداخت. سخنرانی‌های این دوره در «ولسی جرگه» (نشریه هفتگی پارلمان) این دوره نشر شده‌اند.
محمد اسماعیل مبلغ مقام علمی‌اش را در افغانستان تا به حدی تثبیت کرد که در همه کنفرانس‌های علمی-آکادمیک در کشور از او برای سخنرانی‌های علمی دعوت می‌شد. مثلاً کنفرانس‌ها برای تجلیل از دانشمند معروف اسلامی ابوریحان البیرونی و عبدالرحمن جامی شاعر و عارف معروف از این جمله‌اند. او در دوره نمایندگی در پارلمان سفری به هند کرد و سخنرانی اش در دانشگاه علیگره مورد استقبال زیادی قرار گرفت.
مبلغ در آغاز دهه چهل خورشیدی به عنوان استاد دانشگاه در دانشکده ادبیات انتخاب و در سال‌های ۱۳۵۳ و ۱۳۵۴ رئیس جوایز مطبوعاتی وزارت اطلاعات و فرهنگ کشور را عهده‌دار شد.
محمد اسماعیل مبلغ در زمستان سال ۱۳۵۷ توسط حزب «دموکراتیک خلق افغانستان» زندانی شد. در ماه عقرب سال ۱۳۵۸ که این حزب نام‌های بیش از دوازده هزار قربانی را نشر کرد، نام محمد اسماعیل مبلغ نیز در میان آن‌ها بود. او چهل و سه سال بیش عمر نکرد.
کتاب‌ها و مقالات و ترجمه‌های مبلغ را می‌توان از نظر موضوعی به پنج بخش تقسیم کرد: آثار ادبی، تاریخی، عرفانی، فلسفی و سیاسی.

### آثار چاپ شده

#### کتاب‌ها
- جامی و ابن عربی، انجمن جامی، کابل، ۱۳۴۳ خورشیدی
- نقد فلسفه از نظر جامی، انجمن جامی، کابل ۱۳۴۳ خورشیدی
- تعلیق بر رساله سلامان و آبسال، انجمن جامی، وزارت مطبوعات، ۱۳۴۳ خورشیدی
- عرفان جامی، محمد اسماعیل مبلغ، انتشارات امیری، کابل ۱۳۹۲
- دین تریاک نیست، تهران ۱۳۹۳ خورشیدی (این اثر با عیب‌های زیادی چاپی بعد از وفات مبلغ نشر شد، او خود در نظر داشت که پیش از نشر، در آن تجدید نظر کند)

#### مقالات تاریخی، ادبی و فلسفی
- آفرینش نو از نگاه جامی، (مجله آریانا، سال ۲۴)
- تاریخ آل کرت، (مجله آریانا، از سال ۱۵ تا ۱۸)
- بحثی در پیرامون شعر و شاعری، مجله آریانا، شماره‌های مختلف، سال‌های ۱۳ و ۱۴، ۱۳۴۰ با عناوین زیر:

1. شعر چیست؟
2. تعریف شعر از نگاه منطق و فلسفه
3. شعر و حقیقت
4. شعر و شریعت
5. ادب از نظر لغت
6. ادب از نظر اخلاق و تصوف
7. یک نگاه کوتاه در تأثیر تصوف بر ادب فارسی و تازی
8. اقسام ادب

- تعریف و طبقه‌بندی فلسفه، دوره ۱۸ مجله آریانا
- ابن سینا، مجله ژوندون، ۱۳۴۰ خورشیدی
- سیر افکار فلسفی در افغانستان، ژوندون
- ترجمه و تحشیه رساله اقسام علوم عقلی از ابن سینا
- طبقه‌بندی علوم، مجله آریانا، ش ۱۱، س ۱۸، ۱۳۳۹
- علم برین از متافیزیک، مجله آریانا، ش ۳۰، س ۱۹، ۱۳۴۰
- آفرینش نو از نگاه جامی، مجله آریانا، ش ۹–۱۰، س ۲۴، ۱۳۴۵
- شک غزالی و شک دکارت، مجله آریانا، ش ۴، س ۲۱
- معرفی نسخه خطی کتاب روضاتالجنات، مجله آریانا، ش ۱۱، س ۱۵
- سخنی از زیباشناسی، شناخت زیبایی، مجله ننداره، ۱۳۴۰
- شعر نو، مجله آریانا، ش ۹، س ۱۵، ۱۳۳۶
- نوروز، مجله آریانا، ش ۳، س ۱۵، ۱۳۳۶
- جبلی سخنور نامی، مجله آریانا، ش ۱۲، س ۱۲، ۱۳۳۳
- رهنمود اساسی نعیمی در نگارش تاریخ، مجله ژوندون، ش ۱۷، ۱۳۴۹
- از افلاطون یونانی تا ابن سینای بلخی – فارابی، مجله آریانا، ش ۲، س ۳، ۱۳۵۲
- اپستمولوجی در فلسفه ابن سینا، آریانا، ش ۱۹، س ۲۱، ۱۳۴۲
- یک استفتای ادبی، آریانا، ۲، س ۱۲، ۱۳۳۲
- شعر و ادب، ش ۱، س ۱۵، ۱۳۳۵
- نوروز جشن زندگان و عید مردگان، آریانا، ۱۳۳۶
- ابو معشر بلخی بزرگترین ستاره‌شناس قرن سوم، آریانا، ش۱۱، س ۱۵، ۱۳۳۶ و شماره اول س ۱۶
- مطابقت و عدم مطابقت صفت و موصوف در عربی و دری، آریانا، ش ۴، س ۱۶، ۱۳۳۷
- در جواب مقاله جوینده، آریانا، ۶، ۱۶، ۱۳۳۷
- ستارهٔ قرن ۷، آریانا، ش ۸–۹، س ۱۶، ۱۳۳۷
- مأموریت هلاکو برای دفع اسماعلیه، آریانا، ۱۰، س ۱۶، ۱۳۳۷
- ترجمهٔ آثار ابن سینا به زبان‌های اروپایی، ژوندون، ش ۴۳، س ۱۳، ۱۳۴۰
- هجویری غزنوی، ژوندون، ش ۲۶، س ۱۳، ۱۳۴۰
- ابونصر سکان، ژوندون، ش ۹–۱۹، س ۱۳، ۱۳۴۰
- حجةالحق ابن سینا، ژوندون، ۲۳–۲۴، ۱۳۴۰
- غزالی، ش ۳۳، ۱۳۴۰
- فلسفه چیست؟، ژوندون، ش ۳۷، ۱۳۴۹
- سیمای فلسفی البیرونی، کابل ۱۳۵۲ ش/۱۹۷۳م
- نقش عامل جغرافیایی در عملیه تکامل اجتماعی، مجله عرفان، کابل شماره ۵ و ۶ سال ۱۳۵۳ خورشیدی
- تلاش‌های مجروحانه، روزنامه روزگار. شماره ۱۷، ۲۰ دلو سال ۱۳۵۰ ش
- پیامی از کوه آشنایی، روزنامه روزگار، ش ۲۲، ۱۳۵۰
- حل دموکراتیک مسئله زبان، روزنامه پیام وجدان
- بیش از هشتاد مقاله در دوره چهارم دائرةالمعارف افغانستان در معرفی شخصیت‌های علمی، فلسفی، کلامی، تاریخی، ادبی و مقولات ادبی و فلسفی